# Duńska Formuła 3
Duńska Formuła 3 – rozgrywany w latach 1949–1966 oraz 1976–1977 w Danii cykl wyścigów samochodowych według przepisów Formuły 3. W latach 1960–1963 rozgrywano równolegle mistrzostwa Formuły Junior.

## Historia
Pierwszy raz mistrzostwa Duńskiej Formuły 3 rozegrano w 1949 roku, a mistrzem został wówczas Kaj Hansen. Początkowo pojemność silników była ograniczona do 500 cm³. W roku 1960 wprowadzono mistrzostwa według przepisów Formuły Junior, jednak nadal równolegle rozgrywano mistrzostwa 500 cm³. Formułę Junior zniesiono po 1963 roku, tworząc w jej miejsce mistrzostwa samochodów Formuły 3 z silnikiem do 1000 cm³. Ostatni sezon 500 cm³ odbył się w 1965 roku. Po 1966 roku serię zawieszono. Została wskrzeszona w latach 1976–1977, z silnikami do dwóch litrów.

## Mistrzowie

### Formuła 3
| Sezon       | Mistrz                      | Zespół                    | Samochód                           |                           |
| ----------- | --------------------------- | ------------------------- | ---------------------------------- | ------------------------- |
| 1949        | Kaj Hansen                  | Kaj Hansen                | Cooper T7-JAP                      |                           |
| 1950        | Robert Nelleman             | Robert Nelleman           | Silver Bird-JAP                    |                           |
| 1951        | Robert Nelleman             | Robert Nelleman           | Silver Bird-JAP                    |                           |
| 1952        | mistrzostw nie rozgrywano   | mistrzostw nie rozgrywano | mistrzostw nie rozgrywano          | mistrzostw nie rozgrywano |
| 1953        | Robert Nelleman             | Robert Nelleman           | Silver Bird-JAP                    |                           |
| 1954        | Robert Nelleman             | Robert Nelleman           | Cooper-JAP                         |                           |
| 1955        | Robert Nelleman             | Robert Nelleman           | Silver Bird-JAP                    |                           |
| 1956        | Poul Rasmussen              | Poul Rasmussen            | Cooper T36-JAP Cooper T36-Norton   |                           |
| 1957        | Gunnar Henriksen            | Gunnar Henriksen          | Cooper T36-Norton                  |                           |
| 1958        | Poul Rasmussen              | Poul Rasmussen            | Cooper T42-Norton                  |                           |
| 1959        | Poul Rasmussen              | Poul Rasmussen            | Cooper T42-Norton                  |                           |
| 1960        | Robert Nelleman             | Robert Nelleman           | Cooper T42-Norton                  |                           |
| 1961        | Poul Andersen               | Poul Andersen             | Cooper T42-Norton                  |                           |
| 1962        | Jens Winther                | Jens Winther              | Cooper T42-Norton                  |                           |
| 1963        | Robert Nelleman             | Robert Nelleman           | Cooper T42-Norton                  |                           |
| 1964        | Hartvig Conradsen (1000ccm) | Hartvig Conradsen         | Cooper T59-BMC                     |                           |
| 1964        | Robert Nelleman (500ccm)    | Robert Nelleman           | Cooper T42-Norton                  |                           |
| 1965        | Jørgen Ellekær (1000ccm)    | Jørgen Ellekær            | Brabham BT15-Ford                  |                           |
| 1965        | Robert Nelleman (500ccm)    | Robert Nelleman           | Cooper T42-Norton                  |                           |
| 1966        | Ole Vejlund                 | Ole Vejlund               | Brabham BT16-Ford                  |                           |
| 1967 – 1975 | mistrzostw nie rozgrywano   | mistrzostw nie rozgrywano | mistrzostw nie rozgrywano          | mistrzostw nie rozgrywano |
| 1976        | Jac Nelleman                | Texaco Racing             | Van Diemen 376-Toyota              |                           |
| 1977        | Jac Nelleman                | Texaco Racing             | Chevron B38-Toyota Modus M1-Toyota |                           |

### Formuła Junior
| Sezon | Mistrz                 | Zespół                 | Samochód       |
| ----- | ---------------------- | ---------------------- | -------------- |
| 1960  | Joerges Bagger         | Joerges Bagger         | Lola Mk2-Ford  |
| 1961  | Joerges Bagger         | Joerges Bagger         | Lola Mk2-Ford  |
| 1962  | Hartvig Conradsen      | Hartvig Conradsen      | Cooper T59-BMC |
| 1963  | Jens-Christian Legarth | Jens-Christian Legarth | Lotus 22-Ford  |